# اکام هاشم
اکام هاشم (کردی: ئاکام هاشم ڕەحمان ،عربی: أكام هاشم رحمن؛ زادهٔ ۱۶ اوت ۱۹۹۸) بازیکن فوتبال اهل عراق است.
از باشگاه‌هایی که در آن بازی کرده‌است می‌توان به باشگاه ورزشی اربیل عراق اشاره کرد.